# 乾隆帝皇八女
乾隆帝皇八女（1758年1月16日—1767年6月17日），清高宗弘历的第八女。

## 生平
乾隆二十二年（1757年）十二月初七日出生，生母為忻嫔戴佳氏，皇六女是她的同母姐姐。乾隆二十八年 (1763年) 四月二十八日，生母忻妃難產而死。乾隆三十二年（1767年）五月二十一日未刻夭折，年仅十一岁（實際年齡九歲）。定安親王永璜嫡福晉伊拉里氏、循郡王永璋嫡福晉博爾濟吉特氏、榮純親王永琪嫡福晉西林覺羅氏、七公主和九公主赴靜安莊臨奠八公主，後葬在端慧皇太子园寝。